# 줄 위의 종달새
《줄 위의 종달새》(체코어: Skřivánci na niti)는 1969년 제작된 체코의 영화이다. 이르지 멘젤이 감독과 각본을 맡았다. 제40회 베를린 영화제 황금곰상 수상작이다.